# Gurania boliviana
Gurania boliviana är en gurkväxtart som beskrevs av Henry Hurd Rusby. Gurania boliviana ingår i släktet Gurania och familjen gurkväxter. Inga underarter finns listade i Catalogue of Life.